# 동구 을 (1992년 대구 선거구)
동구 갑은 대한민국의 옛 국회의원 선거구이다. 당시 대구광역시 동구 일부 지역을 관할했다.

## 역사
제14대 국회의원 선거를 앞두고 동구 선거구가 갑, 을로 분구되면서 신설되었다.
제16대 국회의원 선거를 앞두고 동구 갑, 을 선거구가 다시 하나로 합쳐지게 되어 동구 선거구를 이루게 됨에 따라 폐지되었다.

## 역대 국회의원
| 선거   | 정당 | 정당       | 의원   |
| ------ | ---- | ---------- | ------ |
| 1992년 |      | 민주자유당 | 박준규 |
| 1993년 |      | 무소속     | 서훈   |
| 1996년 |      | 무소속     | 서훈   |

## 역대 선거 결과

### 대한민국 제14대 국회의원 선거
|  | 50.07% |

|  | 42.59% |

|  | 7.33% |

### 1993년 대한민국 재보궐선거
박준규 의원의 사임으로 인해 치러진 1993년 대한민국 재보궐선거에서 무소속 서훈 후보가 당선되었다.

### 대한민국 제15대 국회의원 선거
|  | 30.27% |

|  | 29.12% |

|  | 15.51% |

|  | 13.40% |

|  | 5.26% |

|  | 3.33% |

|  | 3.08% |